# Statios
Statios (altgriechisch Στατίος) ist ein vermeintlicher antiker griechischer Töpfer aus der Basilikata.
Statios ist von einer geritzten Inschrift ΣΤΑΤΙ… ΕΡΓΟΝ ΚΛΟΕΑΤΩΙ ΔΩΡΟΝ (Στατίου εργον, Κλοσάτῳ [oder Κλοζάτῳ] δωρον = Werk des Statios Geschenk für Klosatos [oder Klofatos]) auf einem Kantharos des Gnathia-Stils bekannt. Während er zunächst als echter Töpfer angesehen wurde und sowohl in Paulys Realencyclopädie der classischen Altertumswissenschaft als auch im Allgemeinen Lexikon der Bildenden Künstler von der Antike bis zur Gegenwart Aufnahme fand, ist mittlerweile klar, dass es sich bei der Inschrift um eine moderne Fälschung auf einer echten antiken Vase handelt. Der Kantharos gehört heute unter der Inventarnummer F 594 dem British Museum in London.